# Бойків Володимир Васильович

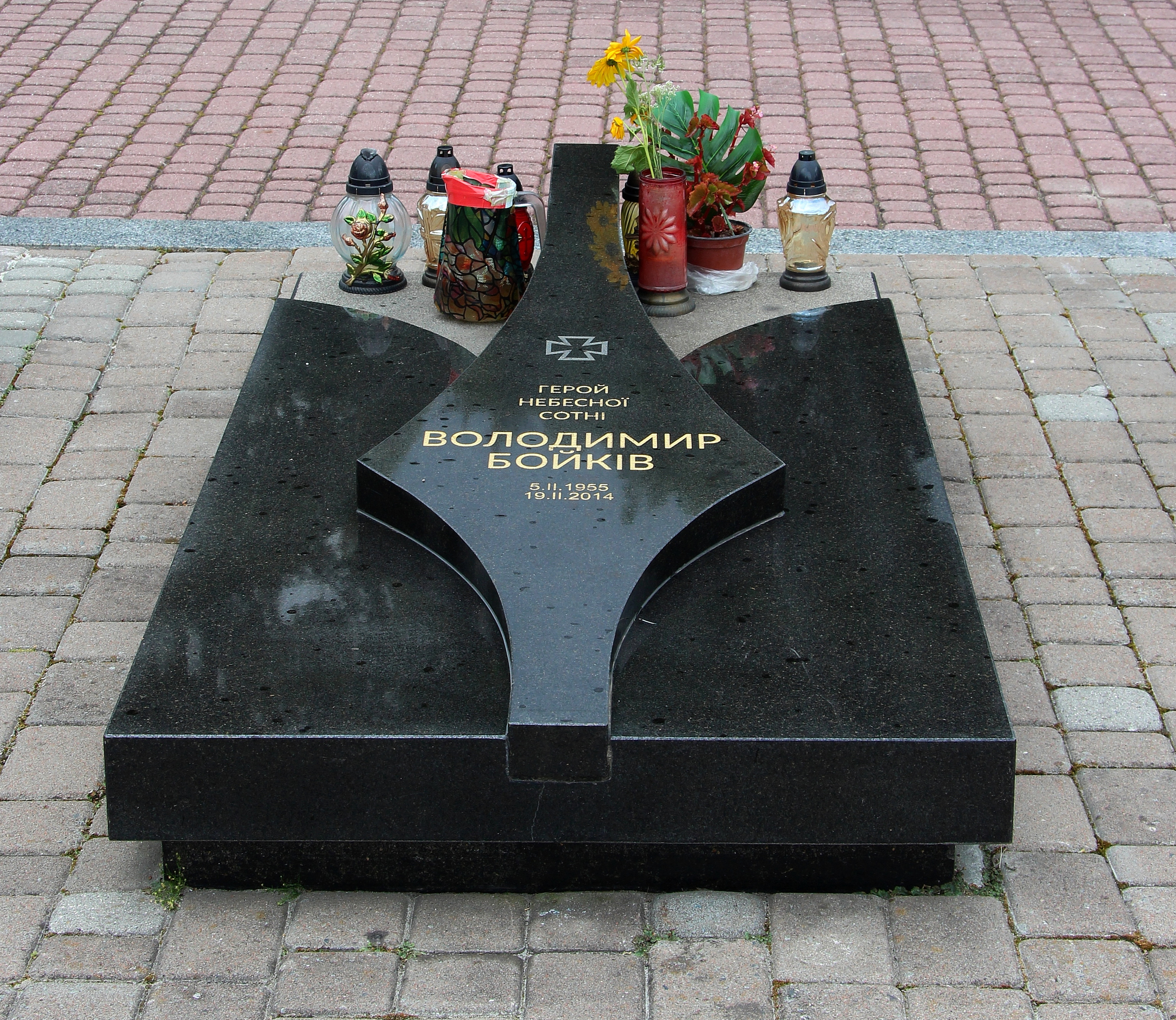
Могила Володимира Бойківа на 67 полі Личаківського цвинтаря у Львові

Бойків Володимир Васильович (5 лютого 1955, Львів, Українська РСР — 19 лютого 2014, Київ, Україна) — активіст Євромайдану, Герой України.

## Життєпис
Володимир Бойків народився і виріс у Львові, закінчив Львівську політехніку. Працював будівельником, згодом став керівником будівельної фірми.
Володимир мав два захоплення — політику і футбол. Був безпартійним. У 2000 році сім'я Володимира переїхала до Києва.

### На Майдані
18 лютого 2014 року пан Володимир вирушив на Майдан. Незадовго до цього він переніс інсульт і дружина Наталя просила його лишитись удома. На що Володимир уже телефоном відповів: «Наталко, я тут біля водометів, біля вулиці Грушевського, я тут повинен бут» Після цього зв'язок обірвався. 
Дружина шукала Володимира лікарнями й моргами. Через помилку тіло Володимира в одному з моргів їй не показали, тому пошуки тривали доти, доки активісти інтернет-спільноти «Євромайдан SOS» не виклали в мережі фото невпізнаних тіл. Знайомі зателефонували Наталі й повідомили звістку.
У Володимира Бойківа залишився старий батько і троє синів — дорослі Андрій, Олександр та Захар 2001 року народження.
Володимир Бойків отримав три вогнепальні поранення, одне з них — у голову.
Похований Володимир Бойків на Алеї Героїв Личаківського цвинтаря у Львові.

## Батько
Батько Володимира Василь Петрович Бойків (помер у 2016 у віці 90 років) — боєць дивізії «Галичина».
У 1943 зголосився до дивізії «Галичина». Вишкіл проходив у Гайделяґері та Нойгаммері. У січні 1944 р. у складі почесної сотні брав участь у похороні віце-губернатора Отто Бауера у Львові. Василь Бойків був учасником бойової групи Баєрсдорфа.
Зі званням старшого стрільця (Oberschütze) служив писарем у 12 сотні 29 полку. Василь Бойків воював під Бродами, де важкопораненим потрапив до полону. За освітою архітектор, пан Василь був головним конструктором при будівництві дивізійного цвинтаря у селі Червоне (Ляцьке).
Останні роки, після кількох інсультів, пан Василь не виходив з хати.

## Нагороди
- Звання Герой України з удостоєнням ордена «Золота Зірка» (21 листопада 2014, посмертно) — за громадянську мужність, патріотизм, героїчне відстоювання конституційних засад демократії, прав і свобод людини, самовіддане служіння Українському народу, виявлені під час Революції гідності[2];
- Медаль «За жертовність і любов до України» (УПЦ КП, червень 2015) (посмертно)[3].